# Виконт Монтгомери Аламейнский

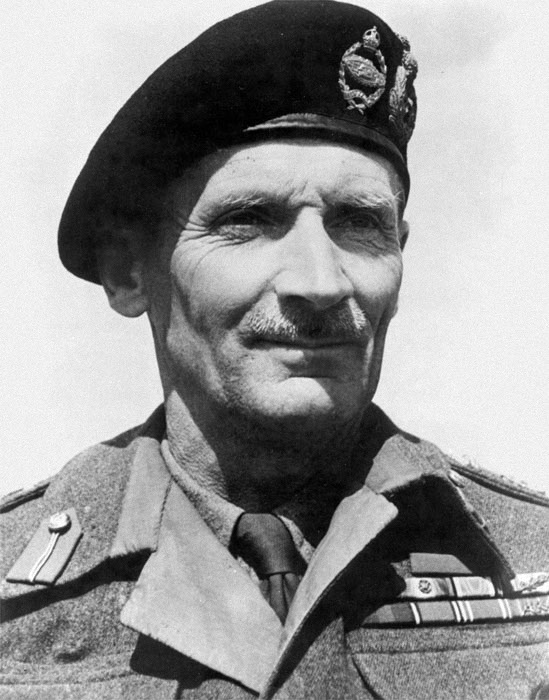
Бернард Монтгомери,
1-й виконт Монтгомери Аламейнский

Виконт Монтгомери Аламейнский из Хиндхэда, в графстве Суррей — дворянский титул в пэрстве Соединённого королевства. Титул был создан в 1946 году для одного из крупнейших британских военачальников Второй мировой войны — фельдмаршала сэра Бернарда Монтгомери, в честь его решающей победы во Второй битве при Эль-Аламейне (23 октября — 3 ноября 1942 года) в египетском городе с таким именем, которое решило судьбу знаменитого Африканского корпуса фельдмаршала Роммеля.
По состоянию на 2024 год титул принадлежит его внуку, третьему виконту, который наследовал отцу в 2020 году. Второй виконт потерял своё место в Палате лордов после принятия Акта о Палате лордов 1999 года. Тем не менее, лорд Монтгомери вернулся в Палату лордов в 2005 году на выборах независимых наследственных пэров, заменив скончавшуюся баронессу Стрендж.

## Виконты Монтгомери Аламейнские
- 1946—1976: Бернард Лоу Монтгомери, 1-й виконт Монтгомери Аламейнский (17 ноября 1887 — 24 марта 1976), сын его преосвященства Генри Хатчинсона Монтгомери (1847—1932), епископа Тасмании (1889—1901);
- 1976—2020: Дэвид Бернард Монтгомери, 2-й виконт Монтгомери Аламейнский (18 августа 1928 — 8 января 2020), единственный сын предыдущего;
- 2020—: Генри Дэвид Монтгомери, 3-й виконт Монтгомери Аламейнский (род. 2 апреля 1954), единственный сын 2-го виконта.

Наследника титула нет.